# Diagnòstic per exclusió
Un diagnòstic per exclusió és un diagnòstic d'una condició mèdica a què s'arriba per un procés d'eliminació, que pot ser necessari si no es pot establir la presència amb total confiança a partir de la història, l'examen o proves. Aquesta eliminació d'altres possibilitats raonables és un component important en la realització d'un diagnòstic diferencial.
El diagnòstic per exclusió acostuma a donar-se on el coneixement científic és escàs, concretament quan no hi ha mitjans per verificar un diagnòstic mitjançant un mètode objectiu. Com que no es pot confirmar un diagnòstic específic, es tracta d'excloure aquell grup de causes conegudes que poden provocar una presentació clínica similar.
La categoria més gran de diagnòstic per exclusió s'observa entre els trastorns psiquiàtrics on s'ha d'excloure la presència de malaltia física o orgànica com a requisit previ per fer un diagnòstic funcional.